# Måna (Rauma)
 For alternative betydninger, se Måna. (Se også artikler, som begynder med Måna)
Måna er en elv som løber gennem Måndalen i Rauma kommune i Møre og Romsdal fylke i Norge. Den har sit udspring i Månvatnet, men flere bifloder knytter sig til vandløbet før den løber ud i Vollabukta. Måna har vært en god lakseelv, men har som mange andre i distriktet været plaget af parasitten gyrodactylus salaris, og fiskeriet er derfor i de senere år gået tilbage.
62°31′21.13″N 7°24′7.95″Ø / 62.5225361°N 7.4022083°Ø